# ناحیه چوراپچی
ناحیه چوراپچی (به لاتین: Churapchinsky District) یک منطقهٔ مسکونی در روسیه است که در یاقوتستان واقع شده‌است.